# Сиберт (Колорадо)
Сиберт (енгл. Seibert) град је у америчкој савезној држави Колорадо.

## Демографија
По попису из 2010. године број становника је 181, што је 1 (0,6%) становника више него 2000. године.
| Група             | 2000.       | 2010.       |
| Белци             | 169 (93,9%) | 153 (84,5%) |
| Афроамериканци    | 0 (0,0%)    | 0 (0,0%)    |
| Азијати           | 0 (0,0%)    | 1 (0,6%)    |
| Хиспаноамериканци | 4 (2,2%)    | 24 (13,3%)  |
| Укупно            | 180         | 181         |